# Farsund (gemeente)
Farsund is een gemeente in de Noorse provincie Agder met 9329 inwoners (januari 2025). Tot 2020 maakte Farsund deel uit van Vest-Agder. De gemeente Farsund ontstond in 1965 door de fusie van de stad Farsund met de voormalige gemeenten Lista, Herad en Spind.

## Plaatsen in de gemeente
- Farsund
- Vanse
- Vestbygda

Arendal · Birkenes · Bygland · Bykle · Evje og Hornnes · Farsund · Flekkefjord  · Froland · Gjerstad · Grimstad · Hægebostad · Iveland · Kristiansand · Kvinesdal · Lillesand · Lindesnes · Lyngdal · Risør · Sirdal · Tvedestrand · Valle · Vegårshei · Vennesla · Åmli · Åseral 

Fylker van Noorwegen